# Limite de Bremermann
La limite de Bremermann est une limite de vitesse de calculabilité informatique dans un espace matériel, dérivée de la théorie des quanta d'Einstein et du principe d'incertitude d'Heisenberg.
Elle a été formulée pour la première fois en 1962 par le mathématicien et biophysicien germano-américain Hans Joachim Bremermann, qui lui a donné son nom. Elle vaut c²/h ≈ 1,3563925 × 1050 bits par seconde par kilogramme.